# Sainte-Lucie aux Jeux olympiques
Sainte-Lucie participe aux Jeux olympiques depuis 1996 et a envoyé des athlètes à chaque édition depuis cette date. Le pays n'a jamais pris part aux Jeux d'hiver. 
Le Comité national olympique saint-lucien a été créé en 1987 et a été reconnu par le Comité international olympique (CIO) en 1993.
La sprinteuse Julien Alfred remporte la première médaille de l'histoire du pays avec l'or sur le 100 m en 2024. Trois jours après cet exploit, elle remporte l'argent lors de la finale du 200 m, offrant une deuxième médaille à Sainte-Lucie.

## Tableau des médailles

### Médailles par Jeux d’été
| Jeux                | Athlètes | Or | Argent | Bronze | Total | Rang |
| 1996 Atlanta        | 6        | 0  | 0      | 0      | 0     | –    |
| 2000 Sydney         | 5        | 0  | 0      | 0      | 0     | –    |
| 2004 Athènes        | 2        | 0  | 0      | 0      | 0     | –    |
| 2008 Pékin          | 4        | 0  | 0      | 0      | 0     | –    |
| 2012 Londres        | 4        | 0  | 0      | 0      | 0     | –    |
| 2016 Rio de Janeiro | 5        | 0  | 0      | 0      | 0     | –    |
| 2020 Tokyo          | 5        | 0  | 0      | 0      | 0     | –    |
| 2024 Paris          | 4        | 1  | 1      | 0      | 2     | 55   |
| Total               | Total    | 1  | 1      | 0      | 2     | –    |

### Médailles
| Médaille | Nom           | Jeux       | Sport      | Compétition        |
| -------- | ------------- | ---------- | ---------- | ------------------ |
| Or       | Julien Alfred | Paris 2024 | Athlétisme | 100 mètres féminin |
| Argent   | Julien Alfred | Paris 2024 | Athlétisme | 200 mètres féminin |